# Achimenes
Achimenes é um género botânico pertencente à família Gesneriaceae, nativo da America Central e Caribe, com muitas espécies no México.

## Sinonímia
Dicyrta, Eumolpe, Guthnickia, Locheria, Plectopoma, Scheeria, Trevirana

## Espécies
O gênero apresenta 101 espécies:
| - A.admirabilis - A. alba - A. albescens - A. amabilis - A. amoena - A. andrieuxii - A. antirrhina - A. argyrostigma - A. atrosanguinea - A. autumnalis - A. bella - A. brevifolia - A. burchellii - A. calderonii - A. candida - A. cardinalis - A. cettoana - A. chirita - A. cochinchinensis - A. coccinea - A. comifera - A. cordata - A. cornifera - A. cupreata - A. diceros - A. divaricata | - A. dulcis - A. ehrenbergii - A. erecta - A. erinoides - A. fimbriata - A. flaccida - A. flava - A. foliosa - A. georgeana - A. ghiesbrechtii - A. ghiesbrechtiana - A. ghiesbreghtii - A. glabrata - A. gloxiniaeflora - A. gloxiniiflora - A. gracilis - A. grandiflora - A. gymnostoma - A. haageana - A. heppielloides - A. heterophylla - A. hillii - A. hirsuta - A. ichthyostoma - A. ignescens - A. incisa | - A. jaureguia - A. kewensis - A. kleei - A. knightii - A. lanata - A. liebmanni - A. liebmannii - A. longiflora - A. maculata - A. magnifica - A. margarita - A. martensiana - A. mexicana - A. mimuliflora - A. misera - A. mollis - A. multiflora - A. naegelioides - A. nayaritensis - A. obscura - A. ocellata - A. occidentalis - A. panamensis - A. patens - A. pauciflora - A. pedunculata | - A. petraea - A. picta - A. pulchella - A. purpurea - A. pyropaea - A. repens - A. rosea - A. rupestris - A. rusbyi - A. saxicola - A. scabra - A. scheerii - A. sesamioides - A. skinneri - A. superba - A. tenella - A. tenerrima - A. tubiflora - A. tyrianthina - A. urticaefolia - A. viscida - A. warszewicziana - A. woodii - A. Hybriden |